# 明治村 (愛知県中島郡)
明治村（めいじむら）は、愛知県中島郡にかつてあった村。現在の稲沢市の一部に該当する。

## 歴史
奈良時代、この地域は尾張国国府に近く、国分寺、国分尼寺が建立される。
江戸時代頃まで、尾張大国霊神社周辺やこの地域を含めた地域を「国府」と呼んでいたという。江戸時代末期、この地域は尾張藩領（一部犬山藩領）であった。
- 1906年（明治39年）5月10日 - 片原一色村、国分村、光郷村、西島村、及び井長谷村の一部が合併し発足。
- 1955年（昭和30年）4月15日 - 稲沢町、千代田村、大里村と合併し、改めて稲沢町が発足。同日明治村廃止。

## 神社・仏閣
- 尾張国分寺[4]
- 法華寺（尾張国分尼寺）
- 矢合観音
- 円光寺（萩寺）